# Húsares de la Princesa

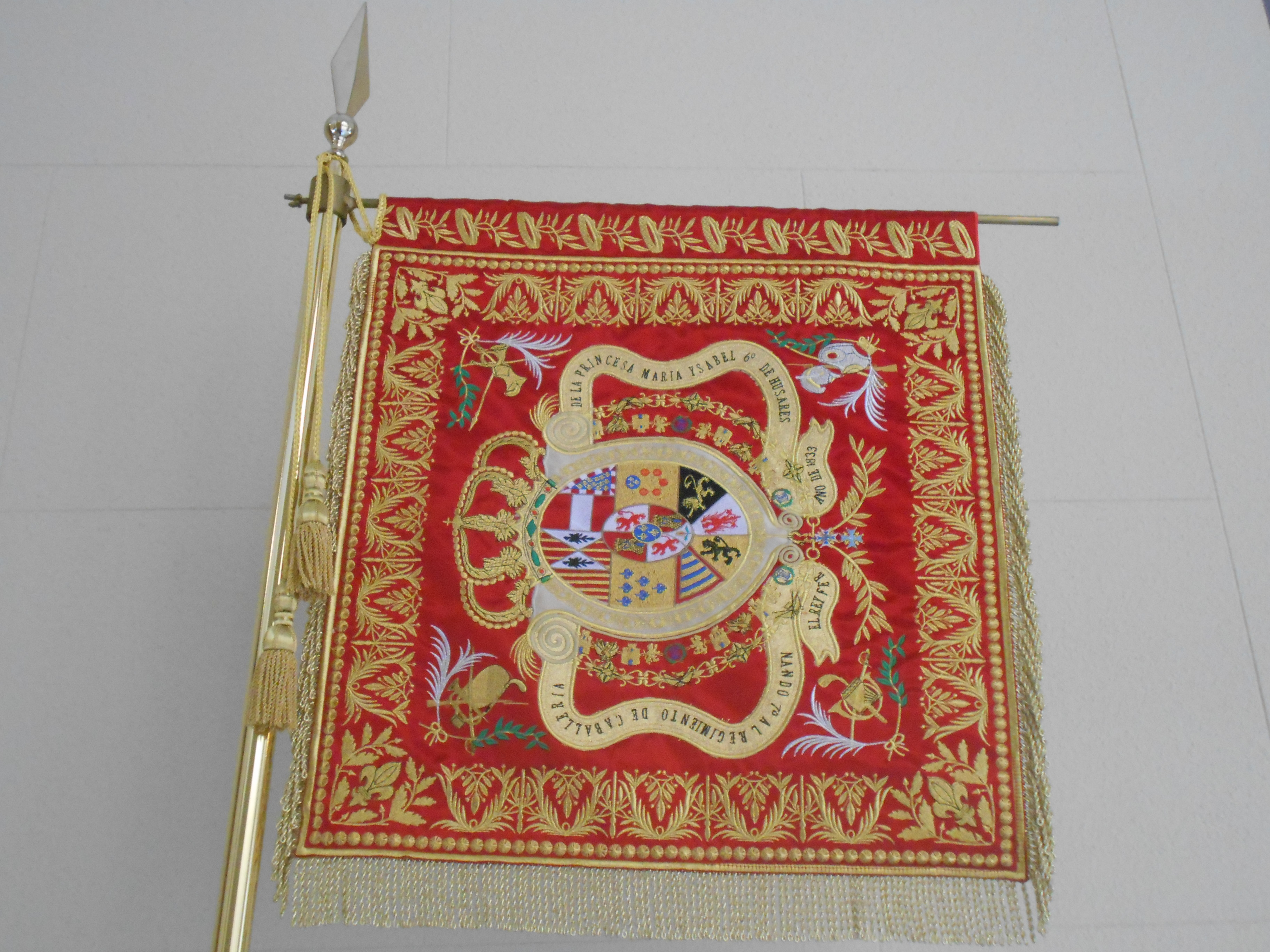
Estandarte del Regimiento de Caballería Húsares de la Princesa, reinado de Isabel II (1833-1868), Gobierno Militar de Barcelona

Los Húsares de la Princesa fueron un regimiento de caballería española del siglo XIX.
El regimiento fue creado el 6 de marzo de 1833, con el nombre de Húsares de la Princesa Isabel María Luisa, hija de Fernando VII y futura Isabel II. Su acuartelamiento estaba situado en el Real Sitio de El Pardo. Recibe su primer estandarte en la Plaza de la Armería del Palacio Real de Madrid el 19 de junio. Su primer comandante fue el brigadier Ramón Gómez de Bedoya, antiguo oficial del Ejército Real del Perú.
Inicialmente utilizado como escolta de honor de la princesa, el estallido de la guerra civil hace que pasen a prestar servicio en campaña junto al resto de los regimientos de caballería, destacando por su heroico comportamiento en la toma de Orduña en 1836, en la de Peñacerrada y en la carga de Villarrobledo, también en 1836. Tres acciones en tres años en las que recibe en cada una de ellas la corbata de la real y militar orden de San Fernando para su estandarte. Finalizada la guerra, el regimiento es disuelto. Fue uno de sus comandantes el general Juan Zabala de la Puente.
Reaparece en 1855 con la reorganización del arma y vuelve a primera línea en la guerra de África, distinguiéndose en las batallas de los Castillejos, Tetuán y Wad-Ras, todas en 1860. Desde entonces participa en las campañas en que interviene la caballería española, tercera guerra carlista, campañas de Cuba (guerra hispano-estadounidense) y guerra del Rif, hasta la disolución del Instituto de Húsares por el Gobierno de la Segunda República en 1931. 
En la actualidad, el Grupo de Caballería Acorazado II del Regimiento Acorazado "Pavía" 4 lleva el nombre y continua el historial de este antiguo regimiento.